# 布魯克林 (卡爾曼縣)
布魯克林（英語：Brooklyn）是一個位於美國阿拉巴馬州卡爾曼縣的非建制地區。該地的面積和人口皆未知。

## 地理
布魯克林的座標為34°13′37″N 86°36′55″W / 34.22683°N 86.61527°W，而該地最高點為海拔高度286米（即938英尺）。